# The Tower of Lies
The Tower of Lies és una pel·lícula muda dramàtica estatunidenca del 1925 dirigida per Victor Sjöström. Va ser escrita per Agnes Christine Johnston i Max Marcin, basat en la novel·la de Selma Lagerlöf de 1914 Kejsarn av Portugallien (MGM va comprar els drets de la història el 1922). La pel·lícula s'havia d'anomenar The Emperor of Portugallia, però més tard es va canviar per The Tower of Lies.
Estrenada un any després de He Who Gets Slapped, la pel·lícula marca la segona col·laboració entre Sjöström, Lon Chaney i Norma Shearer. També són protagonistes William Haines, Ian Keith i Lew Cody.
Els decorats de la pel·lícula van ser dissenyats pel director d'art James Basevi i Cedric Gibbons. La pel·lícula es va rodar al delta del riu Sacramento, el llac Arrowhead i la zona de Laurel Canyon de Los Angeles. Va trigar 53 dies a completar-se amb un cost de 185.000 dòlars. Va recaptar 653.000 dòlars a tot el món.
"Film Mercury" va votar l'actuació de Chaney com una de les millors de l'any. Es considera una pel·lícula perduda, tot i que persisteixen els rumors que pot existir una impressió a Dinamarca. Encara existeixen mostrant a Chaney amb el seu maquillatge "Jan", que li OCUPAVA tres hores cada dia a presentar-se.

## Argument
Jan (Lon Chaney) és un granger suec i Glory (Norma Shearer) és la seva estimada filla. Quan era petita, ella i el seu pare solien interpretar com l'emperador i emperadriu de Portugallia, una terra de contes de fades on els somnis es fan realitat, i un nen de la granja veïna anomenat August interpretaria el príncep. Glory es converteix en una dona jove i bonica, i tant l'August com el vil propietari d'en Jan, Lars (Iam Keith), lluiten per la seva atenció.
En Jan té uns deutes que no pot pagar i, per salvar-lo de la fallida, la seva filla es trasllada temporalment a la gran ciutat suposadament per aconseguir una feina (permet que finalment Lars la condueixi a la prostitució). Al cap d'un temps, el propietari li diu a Jan que la seva filla ha aconseguit pagar els seus deutes, però no li dirà com ha guanyat els diners. En adonar-se que la seva filla s'ha venut per ajudar-lo a evitar la fallida, la ment d'en Jan comença a desfer-se lentament. Passen els anys i la seva filla no torna mai a la granja, i cada dia en Jan espera al costat del vaixell amb l'esperança que torni a casa.
Finalment ella torna a ell, però en aquest moment, la ment d'en Jan s'ha trencat i realment creu que ell és l'emperador de Portugallia i ella és la seva emperadriu. En Jan ha començat a portar un uniforme militar estrany i un barret de circ, i els seus cabells i la seva llarga barba s'han tornat grisos (vegeu foto). La bona vestimenta de Glory fa que els vilatans creguin que ha viscut com a prostituta i li demanen que marxi de la ciutat. Només August està disposat a estar al seu costat i protegir el seu honor.
Glory puja al vaixell de vapor local als molls per sortir de la ciutat, i el seu pare la segueix, cau del moll i s'ofega. Quan el capità del vaixell llança el vaixell al revés en un intent de salvar en Jan, Lars (que es burla de Glory des de la coberta del vaixell) és llançat a la roda de pales i aixafat fins a la mort. Glory es casa amb l'August i s'instal·la a la ciutat amb ell.

## Repartiment
- Norma Shearer com a Glory (Goldie en algunes fonts)
- Lon Chaney com a Jan
- Ian Keith com a Lars
- Claire McDowell com a Katrina
- William Haines com a August
- David Torrence com a Eric
- Edward Connelly com a comissari
- Mary Jane Irving com a nena
- Bodil Rosing com a llevadora
- Anne Schaefer com a Helma
- Adele Watson com a dona del granger
- Leo White com a Vender ambulant
- Lew Cody

## Comentaris crítics
| « | "Sembla com si el senyor Chaney hagués tingut massa a dir sobre la seva pròpia actuació, perquè sobreactua i el seu maquillatge, que consisteix principalment en una rica collita de cabells grisos ferrosos, bigotis i barba, sembla que encaixa bé sense semblaR si li pertanyien. Les accions i expressions exagerades del Sr. Chaney semblen haver estat contagioses, perquè el mateix Sr. Seastrom traeix una debilitat per subratllar una sèrie de punts." ---The New York Times | » |

| « | "Lactuació del senyor Chaney em va semblar notable. Cap al final de la pel·lícula, Chaney és molt més que un simple artífic. Realment és Jan, el vell camperol boig i nudosat".---New York Tribune | » |

| « | "Tot i que la direcció del Sr. Seastrom i l'actuació dels actors és magistral, el tema no és gaire agradable. A alguns aficionats a la fotografia els pot agradar molt aquesta imatge, mentre que a altres no. El Sr. Chaney fa un treball excel·lent i desperta una càlida simpatia en un un paper que és exactament oposat a aquests que se li han donat en imatges últimament". ----Harrison's Reports | » |

## Estat de conservació
La pel·lícula ara es considera una pel·lícula perduda.